# 제1차 고구려-수 전쟁
제1차 고구려-수 전쟁(第一次高句麗-隋戰爭)은 598년 수 문제가 고구려를 토벌하려 했으나 실패한 전쟁이다. 재야사학에서는 강이식이 지휘하는 고구려가 선제공격을 해서 임유관 전투가 있었다고 주장하지만 임유관 전투가 기록된 자료는 진주 강씨 족보와 신채호의 《조선상고사》뿐이라서 그 설득력이 떨어진다.

## 배경
589년 수나라는 오랜 후한 삼국시대 이후 남북조시대를 거쳐 오랫동안 분열되었던 중국을 마침내 통일하였다. 수나라는 고구려에 사신을 보내 고구려의 영토를 염탐하였고, 그 후에도 몇 차례에 걸쳐 사신을 보내 지형을 알아보게 하였다. 마찬가지로 고구려 역시 수나라에 사신을 보내 동태를 살폈으며, 마침내 수 문제가 고구려를 공격하기 위해 비밀리에 군대를 양성하고 있다는 소식을 접하자, 이에 대비하여 방어 준비를 하였다. 수 문제는 이 사실을 듣고 글을 보내 이를 꾸짖었다.

## 전개
수 문제는 그해 음력 6월에 한왕 양량과 왕세적을 대원수로 임명하고, 주라후에게 수군을 맡겨 수륙군 30만 명을 동원하여 수륙 병진책으로 고구려를 정벌하고자 하였다. 주라후의 수군은 동래에서 출발하여 평양으로 향하였으나 도중에 폭풍을 만나 대부분의 병력을 잃고 철수했다. 일각에서는 폭풍우 말고도 장산군도와 비사성 일대의 고구려 수군에 패했다고도 한다. 육지로 진군한 양량의 군대도 요하에까지 진격하였으나 장마가 시작되고 전염병과 식량부족이 심화되어 결국 자진 철군하였다. 결국 실제로 전투는 벌어지지 않았으며 폭풍우와 전염병, 기아 등으로 인해 상당한 인명 손실만 입은 채 수나라 군대는 철병하였다. 가을 9월 수의 군사가 돌아가는데 죽은 자가 열에 여덟 아홉이었다. 그러나 수나라가 실제로 30만의 대군을 동원한 것에 충격을 받은 영양왕은 수나라에 사신을 보내어 사죄하고 표를 올리어 “요동분토의 신하 아무개”라고 일컬으니 수 문제는 이에 군사를 철회하고 처음과 같이 대우하였다